# Mitchell Lewis

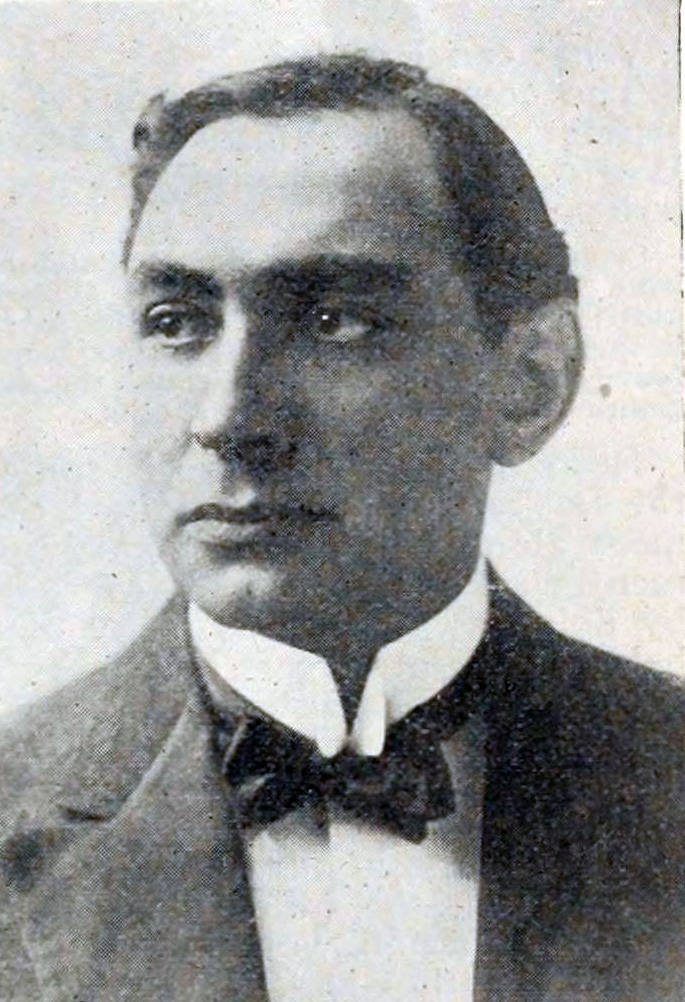
Mitchell Lewis (1916)

Mitchell J. Lewis (* 26. Juni 1880 in Syracuse, New York; † 24. August 1956 in Los Angeles, Kalifornien) war ein US-amerikanischer Film- und Theaterschauspieler.

## Leben und Karriere
Mitchell Lewis diente in jungen Jahren im Spanisch-Amerikanischen Krieg. Spätestens ab 1905 arbeitete er als Schauspieler, zunächst allerdings ausschließlich am Theater. Im Alter von 34 Jahren gab er 1914 sein Filmdebüt. Während der Stummfilmzeit war Lewis ein erfolgreicher Haupt- und Nebendarsteller. Wegen seiner großen Statur wurde er einerseits häufig in bedrohlichen Rollen eingesetzt, andererseits spielte er wegen seiner Wandlungsfähigkeit oft auch Ausländer oder Exoten, etwa als Pferdeliebhaber Sheihk Idrim in der Stummfilmversion von Ben Hur aus dem Jahre 1925. 1923 hatte er einen seiner größten Erfolge mit der Darstellung des Herodes Antipas in  der Hauptrolle des Historiendramas Salome. Ab 1924 sollte er für den Rest seiner Laufbahn meist für das Studio MGM spielen.
Der Wechsel in den Tonfilm gelang ihm zunächst gut. Mitte der 1930er-Jahre wurden Lewis Rollen allerdings immer kleiner und er erhielt für seine sekundenkurzen Auftritte nur noch selten einen Credit im Filmabspann. Einen bekannten und zugleich beispielhaften Kurzauftritt hatte er als Hauptmann vom Schloss der bösen Hexe im Filmklassiker Der Zauberer von Oz (1939). Obwohl er in dieser Rolle nur drei kurze Einsätze sprach, genießt er bis heute gewisse Bekanntheit unter den Fans des Filmes. Mitchell Lewis arbeitete bis zu seinem Tod als Schauspieler weiter und brachte es so auf weit über 200 Filme.
Mitchell Lewis zählte zu den Gründungsmitgliedern des Motion Picture Relief Fund. Er war dreimal verheiratet und hatte eine Tochter. Nach seinem Tod 1956 im Alter von 76 Jahren wurde er auf dem Forest Lawn Memorial Park in Glendale begraben.

## Filmografie (Auswahl)
- 1911: On the Brink (Kurzfilm)
- 1914: The Million Dollar Mystery
- 1919: Fool’s Gold
- 1923: Salomé

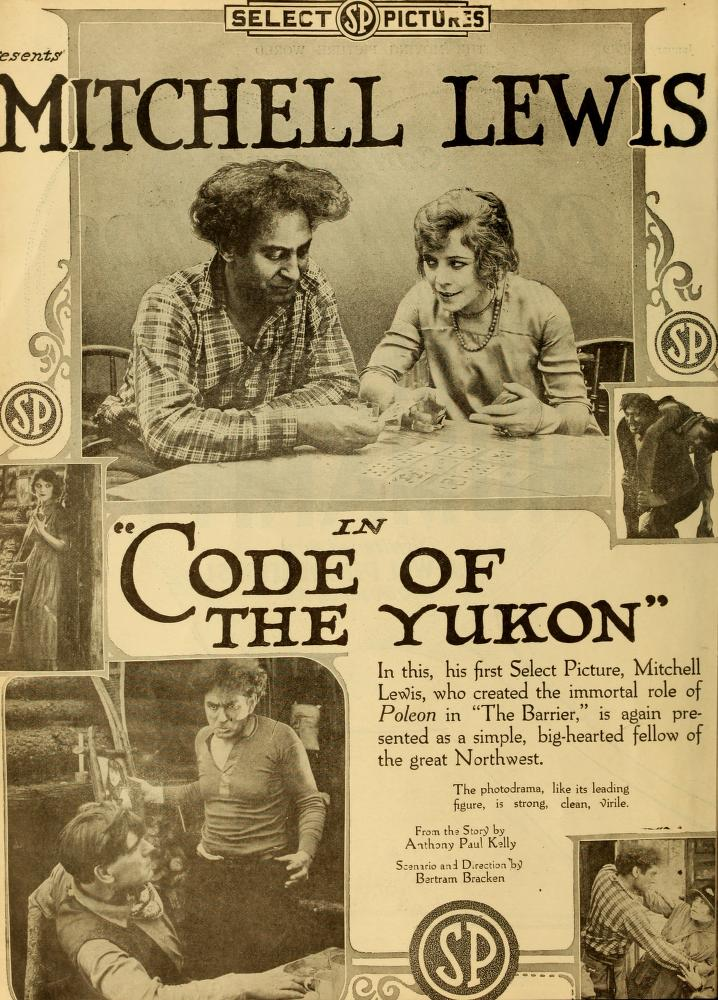
Mitchell Lewis in Code of the Yukon (1919)

- 1923: Das goldene Land (The Spoilers)
- 1924: Der kleine Steuermann (Half-a-Dollar-Bill)
- 1924: Liebesurlaub einer Königin (Three Weeks)
- 1924: Die rote Lilie (The Red Lily)
- 1925: The Mystic
- 1925: Ben Hur (Ben Hur: A Tale of a Christ)
- 1925: Rin Tin Tin bei den Goldsuchern (Tracked in the Snow Country)
- 1926: Miss Nobody
- 1926: Sazarac, der Piratenkapitän (The Eagle of the Sea)
- 1926: Korsaren (Old Ironsides)
- 1926: Bedrohte Grenzen (The Last Frontier)
- 1926: Brand im Osten (Tell It to the Marines)
- 1928: Die Bankräuber von New York (Tenderloin)
- 1928: Die Docks von New York (The Docks of New York)
- 1928: Der weiße Harem (Beau Sabreur)
- 1929: Die schwarze Garde (The Black Watch)
- 1929: The Leatherneck
- 1929: Die Brücke von San Luis Rey (The Bridge of San Luis Rey)
- 1929: Madame X
- 1931: The Squaw Man
- 1931: Der Sohn des Rajah (Son of India)
- 1932: Business and Pleasure
- 1932: Kongo
- 1933: The Secret of Madame Blanche
- 1933: Ann Vickers
- 1934: Das Rätsel von Monte Christo (The Count of Monte Cristo)
- 1934: Marie Galante
- 1935: Öl für die Lampen Chinas (Oil for the Lamps of China)
- 1935: The Farmer Takes a Wife
- 1935: Flucht aus Paris (A Tale of Two Cities)
- 1936: Laurel und Hardy: Das Mädel aus dem Böhmerwald (The Bohemian Girl)
- 1936: Tanzende Piraten (Dancing Pirate)
- 1936: Ein rastloses Leben (Anthony Adverse)
- 1937: Torture Money (Kurzfilm)
- 1937: Waikiki Wedding
- 1937: Finale in St. Petersburg (The Emperor’s Candlesticks)
- 1937: Die große Stadt (Big City)
- 1937: Maria Walewska (Conquest)
- 1938: Three Comrades
- 1938: Rich Man, Poor Girl (Sprechrolle)
- 1938: Mr. Moto und der Kronleuchter (Mysterious Mr. Moto)
- 1939: Auf in den Kampf (Stand Up and Fight)
- 1939: Idiot’s Delight
- 1939: Rivalen (Let Freedom Ring)
- 1939: Sergeant Madden
- 1939: Der Zauberer von Oz (The Wizard of Oz)
- 1939: Dr. Kildare: Das Geheimnis (The Secret of Dr. Kildare)
- 1940: Der junge Edison (Young Tom Edison)
- 1940: Die wunderbare Rettung (Strange Cargo)
- 1940: Liebling, du hast dich verändert (I Love You Again)
- 1940: Der Draufgänger (Boom Town)
- 1940: Gallant Sons
- 1940: Go West
- 1941: Forbidden Passage (Kurzfilm)
- 1941: Hier ist John Doe (Meet John Doe)
- 1941: Der letzte Bandit (Billy the Kid)
- 1941: Die Marx Brothers im Kaufhaus (The Big Store)
- 1941: Ein toller Bursche (Honky Tonk)
- 1942: Der Gentleman-Killer (Kid Glove Killer)
- 1942: I Married an Angel
- 1942: Cairo
- 1943: Du Barry Was a Lady
- 1943: Der Tolpatsch und die Schöne (I Dood It)
- 1943: Gangsterjagd in Brooklyn (Whistling in Brooklyn)
- 1944: Das siebte Kreuz (The Seventh Cross)
- 1944: Kismet
- 1944: An American Romance
- 1944: Abenteuer im Harem (Lost in a Harem)
- 1944: Der dünne Mann kehrt heim (The Thin Man Goes Home)
- 1945: Das Bildnis des Dorian Gray (The Picture of Dorian Gray)
- 1946: The Harvey Girls
- 1946: Das Vermächtnis (The Green Years)
- 1946: Lassie – Held auf vier Pfoten (Courage of Lassie)
- 1947: Das Lied vom dünnen Mann (Song of the Thin Man)
- 1947: Desire Me
- 1947: Hoppla, hier kommt Merton! (Merton of the Movies)
- 1947: Ihre beiden Verehrer (It Happened in Brooklyn)
- 1948: Die unvollkommene Dame (Julia Misbehaves)
- 1948: Ein Bandit zum Küssen (The Kissing Bandit)
- 1949: Spiel zu dritt (Take Me Out to the Ball Game)
- 1949: The Stratton Story
- 1949: Tödliche Grenze (Border Incident)
- 1950: Der Fischer von Louisiana (The Toast of New Orleans)
- 1950: Einmal eine Dame sein (Two Weeks with Love)
- 1950: Kim – Geheimdienst in Indien (Kim)
- 1951: Von Gier besessen (Inside Straight)
- 1951: Lassie und die Goldgräber (The Painted Hills)
- 1951: Verschwörung im Nachtexpreß (The Tall Target)
- 1951: Der Cowboy, den es zweimal gab (Callaway Went Thataway)
- 1951: Der Mann in Schwarz (The Man with a Cloak)
- 1952: Mann gegen Mann (Lone Star)
- 1952: Scaramouche, der galante Marquis (Scaramouche)
- 1952: Die lustige Witwe (The Merry Widow)
- 1952: Die goldene Nixe (Million Dollar Mermaid)
- 1953: Lili
- 1953: Wem die Sonne lacht (The Sun Shines Bright)
- 1953: Fotograf aus Liebe (I Love Melvin)
- 1953: Herzen im Fieber (Torch Song)
- 1953: Küß mich, Kätchen! (Kiss Me Kate)
- 1953: Die schwarze Perle (All the Brothers Were Valiant)
- 1954: Alt Heidelberg (The Student Prince)
- 1955: Das Komplott (Trial)
- 1956: Die erste Kugel trifft (The Fastest Gun Alive)Fett